# 16068 Сітрон
16068 Сітрон (16068 Citron) — астероїд головного поясу, відкритий 7 вересня 1999 року.
Тіссеранів параметр щодо Юпітера — 3,522.